# Joseph Tydings

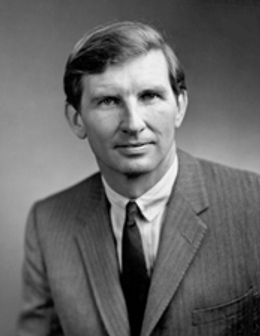
Joseph Tydings

Joseph Davies Tydings (* 4. Mai 1928 in Asheville, North Carolina; † 8. Oktober 2018 in Washington, D.C.) war ein US-amerikanischer Politiker. Zwischen 1965 und 1971 vertrat er den Bundesstaat Maryland im US-Senat.

## Werdegang
Joseph Tydings war der Adoptivsohn von Millard Tydings (1890–1961), der den Staat Maryland in beiden Kammern des Kongresses vertrat. Sein Großvater mütterlicherseits war der Diplomat Joseph E. Davies (1876–1958).
Tydings besuchte die öffentlichen Schulen in Aberdeen und die McDonogh School. Nach Ende des Zweiten Weltkrieges war er für einige Zeit Soldat in der United States Army und gehörte zu den Besatzungstruppen in Deutschland. Im Jahr 1950 absolvierte er die University of Maryland in College Park. Nach einem anschließenden Jurastudium an der University of Maryland School of Law und seiner 1952 erfolgten Zulassung als Rechtsanwalt begann er in diesem Beruf zu arbeiten.
Politisch schloss sich Tydings der Demokratischen Partei an. Zwischen 1955 und 1961 saß er im Abgeordnetenhaus von Maryland. Danach war er von 1961 bis 1963 Bundesstaatsanwalt für den Distrikt von Maryland. Während dieser Zeit vertrat er die Vereinigten Staaten auf zwei Konferenzen der Interpol. Bei den Wahlen des Jahres 1964 wurde er in den US-Senat gewählt, wo er am 3. Januar 1965 die Nachfolge von James Glenn Beall antrat, den er bei der Wahl geschlagen hatte. Da er im Jahr 1970 nicht wiedergewählt wurde, schied er am 3. Januar 1971 wieder aus dem Senat aus. Dort gehörte er dem Ausschuss zur Verwaltung des District of Columbia an, dessen Vorsitz er zeitweise innehatte. Ein Grund für seine Abwahl war der Widerstand gegen seine Politik zur Registrierung von Feuerwaffen.
Nach seinem Ausscheiden aus dem Kongress praktizierte Tydings wieder als Anwalt. Im Jahr 1976 scheiterte er in den Vorwahlen seiner Partei bei dem Versuch einer Rückkehr in den US-Senat. Er blieb auch weiterhin als Anwalt tätig und war von 1974 bis 1984 im Vorstand der University of Maryland. Seit 1982 war er Vorsitzender dieses Gremiums. In den Jahren 2000 bis 2005 saß er auch im Vorstand des University System of Maryland. Im September 2008 wurde er in den Vorstand des University of Maryland Medical System berufen.